# John Rutter

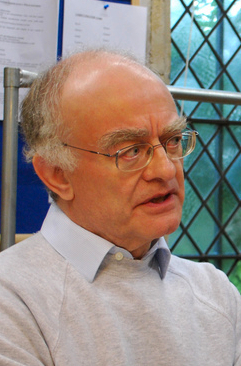
John Rutter (2012)

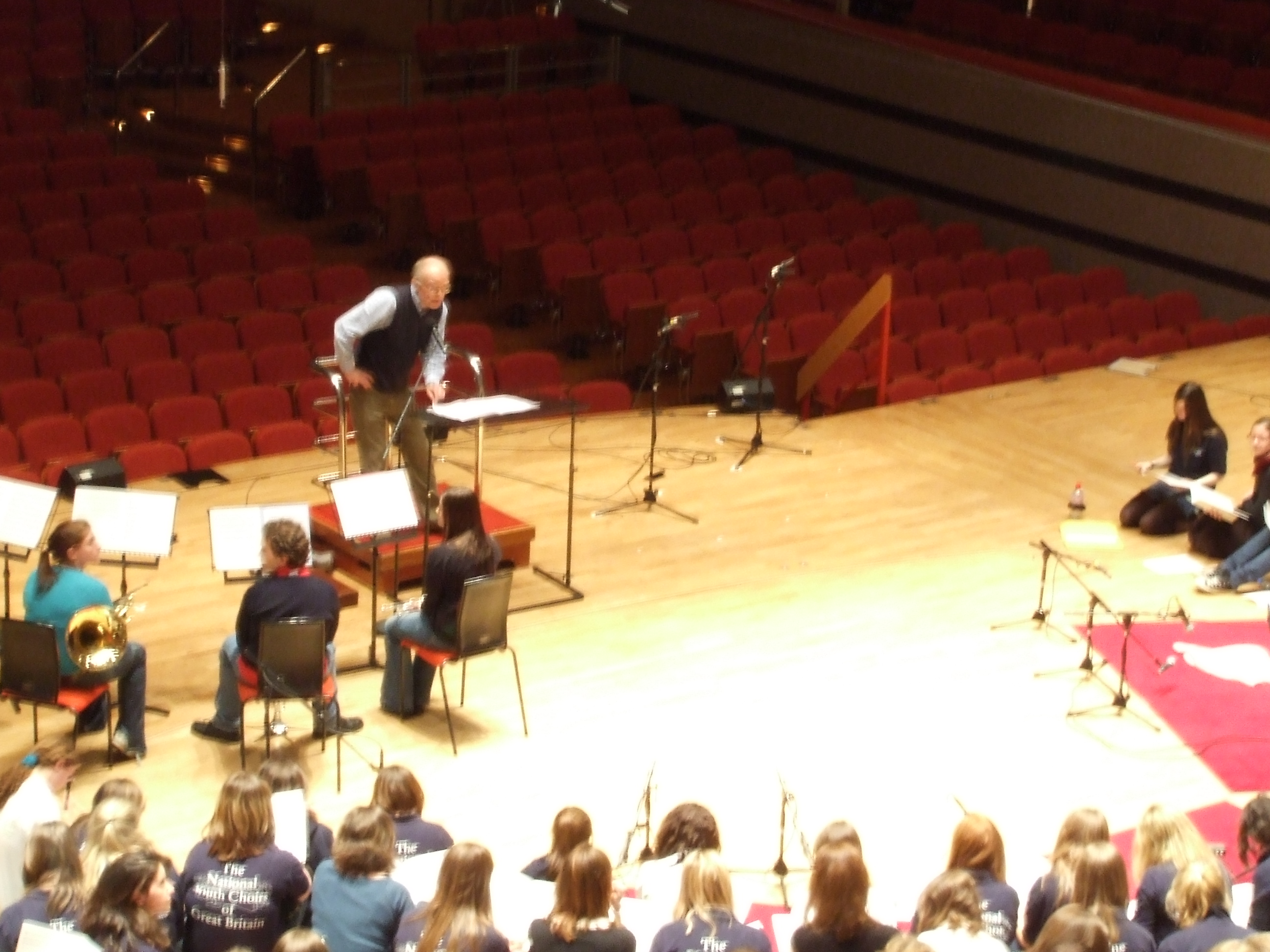
John Rutter bei einer Chorprobe (2008)

Sir John Milford Rutter, CBE (* 24. September 1945 in London) ist ein britischer Komponist, Dirigent, Produzent und Chorleiter.

## Leben

### Elternhaus und Kindheit
John Milford Rutter wurde in London als Sohn eines Industriemechanikers geboren. Der junge Rutter entdeckte bald an dem unbenutzten Klavier seiner Eltern seine Liebe zur Musik und vor allem zur Improvisation. Während seiner Schulzeit brachte er sich in den Chor ein. Seine Teilnahme an den Carmina Burana mit 11 Jahren war ein prägender Moment für ihn und weckte in ihm die Lust am Komponieren.

### Schulzeit
Er besuchte wie Sir John Tavener die Highgate School im Norden Londons mit den Klassenstufen 9 bis 12. Ende der 1950er und Anfang der 1960er Jahre erlangte die Highgate School Bekanntheit als Quelle musikalischer Aktivität. Der Schulchor gehörte zu den besten Großbritanniens und trat häufig bei den Londoner Proms sowie auch bei Uraufführungen in Erscheinung. Als junges Mitglied dieses Chors wirkte John Rutter 1963 bei der Schallplattenaufnahme des War Requiem von Benjamin Britten mit.

### Familie
Rutter heiratete in der Kapelle des Clare College in Cambridge. Sein jüngerer Sohn Nick hat ein Gesangsstipendium am dortigen College. Sein älterer Sohn Christopher begann im Jahr 2000 ein Informatikstudium am Clare College und wurde Mitglied desselben Chors, den sein Vater mehr als zwanzig Jahre zuvor geleitet hatte. In seinem ersten Studienjahr erlag Christopher Rutter im März 2001 den Folgen eines Verkehrsunfalls. In Erinnerung an seinen mit nur 19 Jahren verstorbenen Sohn entstand das Stück Mass of the Children, das 2003 in der Carnegie Hall von New York uraufgeführt wurde.

## Werdegang

### Musikstudium
Rutter studierte am Clare College in Cambridge Musik. Dort war er bereits mit 30 Jahren, also von 1975 bis 1979, dessen Musikdirektor und schaffte es, den Chor auf die internationale Bühne zu bringen. Als Student schrieb er seine ersten Kompositionen und wirkte als Dirigent bei den Tonaufnahmen dieser Kompositionen.  Als Studienanfänger komponierte er im Alter von achtzehn Jahren sein noch immer populäres Shepherd’s Pipe Carol. Es erschien, zusammen mit weiteren Stücken, noch vor seinem Examen im Druck. Unter seiner Leitung begann der Aufstieg des Clare College Choir zu internationalem Ruhm. 1979, nach dem großen Erfolg seines Gloria, der zu einer Fülle von Aufträgen führte, trat Rutter von seinem Posten zurück und begann sich ganz seiner kompositorischen Arbeit zu widmen.

### Chorleiter und Gründer
1981 gründete er die Cambridge Singers, die er seither leitet, einen professionellen Kammerchor, der sich hauptsächlich auf Plattenaufnahmen konzentriert. Rutter gilt gegenwärtig als einer der bedeutendsten und populärsten Komponisten von Chor- und Kirchenmusik. Anfangs waren die Cambridge Singers einfach Sängerinnen und Sängern des Clare College, dessen Leiter Rutter war. Das Ensemble war vor allem mit geistlicher Musik erfolgreich: Neben einer Aufnahme von Georg Friedrich Händels Messias erschienen später zahlreiche CDs mit Werken von Rheinberger und Tallis. Seit Gründung des Chores wurden außerdem mehrere Weihnachts-CDs aufgenommen.

### Musikstil
Musikalisch kann er der Postmoderne zugeordnet werden. Sein Stil wurzelt in der Tradition der englischen Chormusik und Kathedralmusik und entwickelt diese weiter – auch unter Einbeziehung von Elementen des Jazz und der Popmusik. Seine Musik zeichnet sich durch suggestive Klänge und eingängige Melodien aus. Eine vielschichtige Harmonik und Rhythmik und ein melodischer Erfindungsreichtum geben Rutters Musik suggestive Kraft. Dabei werden auch textliche und melodische Zitate aus weit zurückliegenden Epochen eingearbeitet.

### Musikalische Einflüsse
Sein musikalisches Werk ist geprägt durch Einflüsse der Kompositionen von Ralph Vaughan Williams, Benjamin Britten, Gabriel Fauré sowie Johann Sebastian Bach. Rutters Komposition Suite Antique entstand in Bewunderung für Bachs Brandenburgisches Konzert Nr. 5, denn es ist in derselben Instrumentalbesetzung und im selben Stil geschrieben.

### Eigenes Plattenlabel
1983 gründete er sein eigenes Plattenlabel Collegium Record und das Ensemble Cambridge Singers, das sich hauptsächlich auf die Aufnahme seiner Musik konzentriert. Der Verlagskatalog von 42 Aufnahmen umfasst beliebte weihnachtliche Werke, wie das John Rutter Christmas Album, aber auch Aufnahmen der Hauptwerke von Rutter wie dem Magnificat.

### Arbeit als Komponist, Dirigent, Dozent und Juror
Um zu komponieren, zieht sich John Rutter in ein kleines Landhaus zurück, in dem er ungestört von Telefon und Internet ohne Ablenkung arbeiten kann, denn es führt dort keine Straße vorbei. Heute nehmen Komposition und Dirigieren gleich großen Raum in Rutters Leben ein. Als Gastdirigent und -dozent stand er bereits in vielen Konzertsälen, Universitäten, Kirchen, Musikfestivals und Konferenzen in Europa, Afrika, Nordamerika und Mittelamerika und Australien am Pult.  Bei der Eurovision Choir 2019 in Schweden, bei dem die besten Laien-Chöre Europas im Wettbewerb standen, um in ihren Sprachen oder auf Englisch von traditionellem Volkslied über Pop bis zur Klassik zu überzeugen, war Rutter schon zum zweiten Mal in Folge nach 2017 einer von drei Juroren, die über den Wettbewerb Eurovision Choir maßgeblich entschieden. Für das Chorereignis der World Choir Games 2018 in Südafrika komponierte er eine Hymne, deren Text die Essenz des Chorgesangs auf den Punkt bringt: „Singing with one voice, one hope, one heart’s desire …“ Als Komponist für Chormusik ist er davon überzeugt, dass „das Singen im Chor einen besonderen Wert hat, da es Menschen in Harmonie zusammenführt, zu einer Zeit, wo es in der Politik so viele Dissonanzen gibt“.

### Zusammenarbeit mit den King’s Singers
John Rutter war besonders gut befreundet mit den Gründungsmitgliedern der King’s Singers. In den späten 1970er Jahren kam es zu einer sehr erfolgreichen Kooperation, die in der musikalischen Bearbeitung von Kenneth Grahames Kurzgeschichte Der Drache wider Willen ihren Höhepunkt fand. 1981 kam es zu einer erneuten Zusammenarbeit zwischen den King’s Singers und Rutter, bei der eine weitere Fabel von Kenneth Grahame Der Wind in den Weiden musikalisch so bearbeitet wurde, dass jeder Sänger in die Rolle eines Darstellers schlüpfte.

### Arbeiten für das britische Königshaus
Rutter ist heute ein vielgefragter Komponist. Auch für die Royals hat er schon einige Werke geschrieben. So schrieb und dirigierte er im Jahre 2011 unter anderem die Hymne This is The Day für die Hochzeit von Prinz William und Catherine Middleton in der Westminster Abbey. Sein Auftragswerk für das goldene Thronjubiläum von Queen Elizabeth II., eine Vertonung des 150. Psalms, erklang erstmals 2002 in der St. Paul’s Cathedral in London. Und auch für die Hochzeit von Prinz Harry und Meghan Markle (2018) rollte John Rutter den passenden Klangteppich aus: In der St. George’s Chapel in Windsor Castle erklang Rutters The Lord bless you and keep you, das vom Choir of St George’s Chapel aufgeführt wurde.
Am 15. Juni 2024 wurde in der "King's Birthday Honours List" die Erhebung John Rutters in den Adelsstand als Knight Bachelor bekanntgegeben.

### Fernsehauftritte
Rutter ist bekannt für seine zahlreichen Weihnachtslieder. Im britischen Fernsehsender BBC haben sich deshalb in der Weihnachtszeit seit vielen Jahren Fernsehübertragungen seiner Konzerte aus der Royal Albert Hall zusammen mit dem  Royal Philharmonic Orchestra fest etabliert. Im Jahr 2014 dirigierte er einen 5000-Sänger-Chor mit Orchester in der Royal Albert Hall, der seine Weihnachtslieder sang.

## Ehrungen (Auswahl)
- 1980 Ehrenmitglied des Westminster Choir College an der Princeton University.[9]
- 1988 Mitglied der Guild of Church Musicians.[15]
- 1996: Lambeth Doctorate of Music, verliehen vom Erzbischof von Canterbury.[29]
- 2007 wurde ihm von der englischen Queen Elisabeth II. für seine musikalischen Verdienste der Titel „Commander of the Order of the British Empire“ (CBE) verliehen.[30]
- 2013: Orlando di Lasso-Medaille. Geehrt wurde er in Würzburg dafür, dass es „Rutter gelungen sei, junge und alte Menschen gleichermaßen zu berühren – und singend zu verbinden“.[31]
- 2019: Preis der Europäischen Kirchenmusik im Rahmen des Festivals Europäische Kirchenmusik, Schwäbisch Gmünd[32]  Seit 1999 wird der Preis an hochrangige Interpreten und Komponisten für wegweisende Leistungen im Bereich der Geistlichen Musik überreicht.[20]
- 2024: Knight Bachelor[33]

## Werke (Auswahl)
Zu seinen größten Erfolgen zählen das Gloria, Requiem, Magnificat, die Mass of the Children und geistliche Chormusik, die bei besonderen Anlässen des britischen Königshauses zur Aufführung kommt.
Sein Œuvre umfasst Werke für Chor, Orchester und Kammermusik; darüber hinaus war er Mitherausgeber verschiedener Sammlungen von Chormusik, etwa der vierbändigen Weihnachtsliedersammlung Carols for Choirs, die er mit Sir David Willcocks herausgab. Es war vor allem sein Erfolg in den USA mit Werken wie seinem Gloria und Requiem, die ihn international zu einem immer gefragteren Dirigenten werden ließen. Bereits über 100 Mal stand Rutter bei Konzerten auf der Bühne der renommierten und prestigeträchtigen Carnegie Hall in New York. Sein bekanntes Werk Magnificat wurde 1990 in der Carnegie Hall uraufgeführt.
- Drei amerikanische Miniaturen für Flöte und Klarinette
- Five Childhood Lyrics für Chor a cappella:
  - Monday’s Child
  - The Owl and the Pussy-Cat
  - Windy Nights
  - Matthew, Mark, Luke and John
  - Sing a Song of Sixpence
- Suite for Strings (1973), im dritten Satz wird das schottische Volkslied O Waly, Waly verarbeitet[37]
- Gloria (1974)
- A Clare Benediction für vierstimmigen gemischten Chor und Klavier
- A Gaelic Blessing
- All Things Bright and Beautiful
- Requiem (1985)
- The Heavenly Aeroplane für vierstimmigen gemischten Chor und Klavier (1985)
- Magnificat (1990)
- Birthday Madrigals (1997)
- Psalm 150 (2002)
- The John Rutter Christmas Album (2002, mit Cambridge Singers, UK: Silber)
- Holst/The Planets/Mystic Trumpeter (2002, mit Royal Scottish National Orchestra/Lloyd-Jones, UK: Silber)
- Mass of the Children (2003)
- Three Musical Fables
  - The Reluctant Dragon
  - Brother Heinrich’s Christmas
  - The Wind in the Willows
- The Lord Bless You and Keep You für vierstimmigen Chor und Orgel
- Suite Antique für Flöte, Cembalo und Streicher
- Variations on an Easter Theme für Orgel-Duett (Orgel vierhändig mit Pedal)
- Toccata in 7 für Orgel solo
- Candlelight Carol
- Christmas Lullaby
- What Sweeter Music
- Look at the World
- For the beauty of the earth (1980)
- This Is the Day Which the Lord Hath Made. (2011) Auftragsarbeit zur Hochzeit des Herzogs von Cambridge vom Kapitel und Dekan von Westminster
- The Very Best Of (2011, UK: Gold)
- The Gift of Life (2015)